# ISO 3166-2:PH
ISO 3166-2:PH es la entrada para Filipinas en ISO 3166-2, parte de los códigos de normalización ISO 3166 publicados por la Organización Internacional de Normalización (ISO), que define los códigos para los nombres de las principales subdivisiones (p.ej., provincias o estados) de todos los países codificados en ISO 3166-1.
En la actualidad, para Filipinas los códigos ISO 3166-2 se definen para dos niveles de subdivisiones:
- 17 regiones
- 81 provincias

Cada código consta de dos partes, separadas por un guion. La primera parte es PH, el código ISO 3166-1 alfa-2 para Filipinas. La segunda parte tiene, según el caso:
- dos cifras: regiones
- tres letras: provincias

Los códigos para las regiones se corresponden con la numeración romana empleada para representar las regiones, excepto la Región Autónoma del Mindanao Musulmán, la Región Administrativa de La Cordillera, Mimaropa, y la Gran Manila, que no usan la numeración romana para uso representativo.
Los códigos para las provincias de Cotabato (PH-NCO) y Dávao de Oro (PH-COM) se han asignado con base en sus anteriores nombres, Cotabato del Norte y Valle de Compostela, respectivamente.

## Códigos actuales
Los nombres de las subdivisiones se ordenan según el estándar ISO 3166-2 publicado por la Agencia de Mantenimiento ISO 3166 (ISO 3166/MA).
Los códigos ISO 639 se usan para representar los nombres de las subdivisiones en los siguientes idiomas oficiales:
- (en): Inglés
- (tl): tágalo

Pulsa sobre el botón en la cabecera para ordenar cada columna.

### Regiones
| Código | Nombre de la subdivisión (es)                          | Nombre de la subdivisión (en)        | Nombre de la subdivisión (tl)               | Acrónimo o numeral romano |
| ------ | ------------------------------------------------------ | ------------------------------------ | ------------------------------------------- | ------------------------- |
| PH-14  | Región Autónoma de la Nación Mora en Mindanao Musulmán | Autonomous Region in Muslim Mindanao | Nagsasariling Rehiyon ng Muslim sa Mindanaw | ARMM                      |
| PH-05  | Bicolandia                                             | Bicol                                | Rehiyon ng Bikol                            | V                         |
| PH-02  | Valle del Cagayán                                      | Cagayan Valley                       | Rehiyon ng Lambak ng Kagayan                | II                        |
| PH-40  | Calabarzón                                             | Calabarzon                           | Rehiyon ng Calabarzon                       | IV-A                      |
| PH-13  | Caraga                                                 | Caraga                               | Rehiyon ng Karaga                           | XIII                      |
| PH-03  | Luzón Central                                          | Central Luzon                        | Rehiyon ng Gitnang Luson                    | III                       |
| PH-07  | Bisayas Centrales                                      | Central Visayas                      | Rehiyon ng Gitnang Bisaya                   | VII                       |
| PH-15  | Región Administrativa de La Cordillera                 | Cordillera Administrative Region     | Rehiyon ng Administratibo ng Kordilyera     | CAR                       |
| PH-11  | Dávao                                                  | Davao                                | Rehiyon ng Dabaw                            | XI                        |
| PH-08  | Bisayas Orientales                                     | Eastern Visayas                      | Rehiyon ng Silangang Bisaya                 | VIII                      |
| PH-01  | Ilocos                                                 | Ilocos                               | Rehiyon ng Iloko                            | I                         |
| PH-41  | Mimaropa                                               | Mimaropa                             | Rehiyon ng Mimaropa                         | IV-B                      |
| PH-00  | Región de la Capital Nacional                          | National Capital Region              | Pambansang Punong Rehiyon                   | NCR                       |
| PH-10  | Mindanao del Norte                                     | Northern Mindanao                    | Rehiyon ng Hilagang Mindanaw                | X                         |
| PH-12  | Soccsksargen                                           | Soccsksargen                         | Rehiyon ng Soccsksargen                     | XII                       |
| PH-06  | Bisayas Occidentales                                   | Western Visayas                      | Rehiyon ng Kanlurang Bisaya                 | VI                        |
| PH-09  | Península de Zamboanga                                 | Zamboanga Peninsula                  | Rehiyon ng Tangway ng Sambuwangga           | IX                        |

### Provincias
| Código | Nombre de la subdivisión (es)         | Nombre de la subdivisión (en)        | Nombre de la subdivisión (tl) | Región |
| ------ | ------------------------------------- | ------------------------------------ | ----------------------------- | ------ |
| PH-ABR | El Abra                               | Abra                                 | Abra                          | 15     |
| PH-AGN | Agusan del Norte                      | Agusan del Norte                     | Hilagang Agusan               | 13     |
| PH-AGS | Agusan del Sur                        | Agusan del Sur                       | Timog Agusan                  | 13     |
| PH-AKL | Aclán                                 | Aklan                                | Aklan                         | 06     |
| PH-ALB | Albay                                 | Albay                                | Albay                         | 05     |
| PH-ANT | Antique                               | Antique                              | Antike                        | 06     |
| PH-APA | Apayao                                | Apayao                               | Apayaw                        | 15     |
| PH-AUR | Aurora                                | Aurora                               | Aurora                        | 03     |
| PH-BAS | Basilan                               | Basilan                              | Basilan                       | 09     |
| PH-BAN | Bataán                                | Bataan                               | Bataan                        | 03     |
| PH-BTN | Batanes                               | Batanes                              | Batanes                       | 02     |
| PH-BTG | Batangas                              | Batangas                             | Batangas                      | 40     |
| PH-BEN | Benguet                               | Benguet                              | Benget                        | 15     |
| PH-BIL | Biliran                               | Biliran                              | Biliran                       | 08     |
| PH-BOH | Bohol                                 | Bohol                                | Bohol                         | 07     |
| PH-BUK | Bukidnon                              | Bukidnon                             | Bukidnon                      | 10     |
| PH-BUL | Bulacán                               | Bulacan                              | Bulakan                       | 03     |
| PH-CAG | Cagayán                               | Cagayán                              | Kagayan                       | 02     |
| PH-CAN | Camarines Norte                       | Camarines Norte                      | Hilagang Kamarines            | 05     |
| PH-CAS | Camarines Sur                         | Camarines Sur                        | Timog Kamarines               | 05     |
| PH-CAM | Camiguín                              | Camiguin                             | Kamigin                       | 10     |
| PH-CAP | Cápiz                                 | Capiz                                | Kapis                         | 06     |
| PH-CAT | Catanduanes                           | Catanduanes                          | Katanduwanes                  | 05     |
| PH-CAV | Cavite                                | Cavite                               | Kabite                        | 40     |
| PH-CEB | Cebú                                  | Cebu                                 | Sebu                          | 07     |
| PH-NCO | Cotabato                              | Cotabato                             | Kotabato                      | 12     |
| PH-COM | Dávao de Oro                          | Davao de Oro                         |                               | 11     |
| PH-DAV | Dávao del Norte                       | Davao del Norte                      | Hilagang Dabaw                | 11     |
| PH-DAS | Dávao del Sur                         | Davao del Sur                        | Timog Dabaw                   | 11     |
| PH-DVO | Dávao Occidental                      | Davao Occidental                     | Kanlurang Dabaw               | 11     |
| PH-DAO | Dávao Oriental                        | Davao Oriental                       | Silangang Dabaw               | 11     |
| PH-DIN | Islas Dinágat                         | Dinagat Islands                      | Pulo ng Dinagat               | 13     |
| PH-EAS | Sámar Oriental                        | Eastern Samar                        | Silangang Samar               | 08     |
| PH-GUI | Guimarás                              | Guimaras                             | Gimaras                       | 06     |
| PH-IFU | Ifugao                                | Ifugao                               | Ipugaw                        | 15     |
| PH-ILN | Ilocos Norte                          | Ilocos Norte                         | Hilagang Iloko                | 01     |
| PH-ILS | Ilocos Sur                            | Ilocos Sur                           | Timog Iloko                   | 01     |
| PH-ILI | Iloílo                                | Iloilo                               | Iloilo                        | 06     |
| PH-ISA | Isabela                               | Isabela                              | Isabela                       | 02     |
| PH-KAL | Calinga                               | Kalinga                              | Kalinga                       | 15     |
| PH-LUN | La Unión                              | La Union                             | La Unyon                      | 01     |
| PH-LAG | La Laguna                             | Laguna                               | Laguna                        | 40     |
| PH-LAN | Lánao del Norte                       | Lanao del Norte                      | Hilagang Lanaw                | 12     |
| PH-LAS | Lánao del Sur                         | Lanao del Sur                        | Timog Lanaw                   | 14     |
| PH-LEY | Leyte                                 | Leyte                                | Leyte                         | 08     |
| PH-MAG | Maguindánao                           | Maguindanao                          | Magindanaw                    | 14     |
| PH-MAD | Marinduque                            | Marinduque                           | Marinduke                     | 41     |
| PH-MAS | Masbate                               | Masbate                              | Masbate                       | 05     |
| PH-MDC | Mindoro Occidental                    | Mindoro Occidental                   | Kanlurang Mindoro             | 41     |
| PH-MDR | Mindoro Oriental                      | Mindoro Oriental                     | Silangang Mindoro             | 41     |
| PH-MSC | Misamis Occidental                    | Misamis Occidental                   | Kanlurang Misamis             | 10     |
| PH-MSR | Misamis Oriental                      | Misamis Oriental                     | Silangang Misamis             | 10     |
| PH-MOU | La Montaña                            | Mountain Province                    | Lalawigang Bulubundukin       | 15     |
| PH-NEC | Negros Occidental                     | Negros Occidental                    | Kanlurang Negros              | 06     |
| PH-NER | Negros Oriental                       | Negros Oriental                      | Silangang Negros              | 07     |
| PH-NSA | Sámar del Norte                       | Northern Samar                       | Hilagang Samar                | 08     |
| PH-NUE | Nueva Écija                           | Nueva Ecija                          | Nuweva Esiha                  | 03     |
| PH-NUV | Nueva Vizcaya                         | Nueva Vizcaya                        | Nuweva Biskaya                | 02     |
| PH-PLW | Palawan                               | Palawan                              | Palawan                       | 41     |
| PH-PAM | Pampanga                              | Pampanga                             | Pampanga                      | 03     |
| PH-PAN | Pangasinán                            | Pangasinan                           | Pangasinan                    | 01     |
| PH-QUE | Quezon                                | Quezon                               | Keson                         | 40     |
| PH-QUI | Quirino                               | Quirino                              | Kirino                        | 02     |
| PH-RIZ | Rizal                                 | Rizal                                | Risal                         | 40     |
| PH-ROM | Romblón                               | Romblon                              | Romblon                       | 41     |
| PH-WSA | Sámar (variante local: Western Samar) | Samar (local variant: Western Samar) | Samar                         | 08     |
| PH-SAR | Sarangani                             | Sarangani                            | Sarangani                     | 11     |
| PH-SIG | Siquijor                              | Siquijor                             | Sikihor                       | 07     |
| PH-SOR | Sorsogón                              | Sorsogon                             | Sorsogon                      | 05     |
| PH-SCO | Cotabato del Sur                      | South Cotabato                       | Timog Kotabato                | 11     |
| PH-SLE | Leyte del Sur                         | Southern Leyte                       | Katimogang Leyte              | 08     |
| PH-SUK | Sultán Kudarat                        | Sultan Kudarat                       | Sultan Kudarat                | 12     |
| PH-SLU | Joló                                  | Sulu                                 | Sulu                          | 14     |
| PH-SUN | Surigao del Norte                     | Surigao del Norte                    | Hilagang Surigaw              | 13     |
| PH-SUR | Surigao del Sur                       | Surigao del Sur                      | Timog Surigaw                 | 13     |
| PH-TAR | Tarlac                                | Tarlac                               | Tarlak                        | 03     |
| PH-TAW | Tawi-Tawi                             | Tawi-Tawi                            | Tawi-Tawi                     | 14     |
| PH-ZMB | Zambales                              | Zambales                             | Sambales                      | 03     |
| PH-ZAN | Zamboanga del Norte                   | Zamboanga del Norte                  | Hilagang Sambuwangga          | 09     |
| PH-ZAS | Zamboanga del Sur                     | Zamboanga del Sur                    | Timog Sambuwangga             | 09     |
| PH-ZSI | Zamboanga Sibugay                     | Zamboanga Sibugay                    | Sambuwangga Sibugay           |        |

## Cambios
Los siguientes cambios de entradas han sido anunciados en los boletines de noticias emitidos por el ISO 3166/MA desde la primera publicación del ISO 3166-2 en 1998, cesando esta actividad informativa en 2013.
| Informe                       | Fecha de emisión | Descripción del cambio reportado | Cambio de código o subdivisión |
| ----------------------------- | ---------------- | --- | --- |
| Boletín I-2                   | 2002-05-21       | Se añaden 1 región y 6 provincias. Nuevos orígenes de la lista y del código. Especificaciones precisas y correcciones menores a la ortografía de los nombres                           | Subdivisiones añadidas:PH-13 Caraga, PH-APA Apayao, PH-BIL Biliran, PH-COM Compostela Valley, PH-GUI Guimaras, PH-SAR Sarangani ,PH-ZSI Zamboanga Sibugay Códigos: Cordillera Administrative Region: PH-13 → PH-15 |
| Boletín II-2                  | 2010-06-30       | Se añade el prefijo de código nacional como primer elemento del código, se añaden nombres en los idiomas oficiales Se actualizan: la estructura administrativa y el origen de la lista | Subdivisiones añadidas:PH-40 Calabarzon PH-41 Mimaropa PH-DIN Dinagat Islands Subdivisiones suprimidas: PH-04 Southern Tagalog                                                                                     |
| Plataforma en línea de la ISO | 2015-11-27       | Se añade la provincia PH-DVO | Subdivisiones añadidas:PH-DVO Davao Occidental |
| Plataforma en línea de la ISO | 2020-11-24       | Cambia el nombre de la subdivisión PH-COM en inglés Se suprime el nombre de la subdivisión PH-COM en tagalo Se actualiza el origen de la lista; Corrección del origen del código       | Subdivisiones renombradas:PH-COM Compostela Valley → Davao de Oro |